# Gymnobela abyssorum
Gymnobela abyssorum är en snäckart som först beskrevs av Étienne Alexandre Arnould Locard 1897.  Gymnobela abyssorum ingår i släktet Gymnobela och familjen kägelsnäckor. Inga underarter finns listade i Catalogue of Life.